# معادن اجافن
معادن اجافن موقع أثري في منطقة كثبان في الصحراء شرقي موريتانيا.اكتُشف لأول مرة في أوائل الستينيات من قبل المستكشف الفرنسي تيودور مونو. تابع مونو المعلومات التي قدمها الصيادون المحليون، بحثًا عن أدلة لتأكيد حجم تجارة النحاس التاريخية عبر الصحراء. على بعد 450 ميلاً (720 كم) في الصحراء، وجد حزمًا من قذائف الودع وسبائك من النحاس الأصفر ملفوفة بالحبال والحصير ومخبأة في الرمال.
كان يُعتقد في الأصل أن الموقع هو موقع حطام قافلة، لكن مونو اعتقد أن الأشياء الثمينة قد إخفُيت عمدًا، إما من قبل المسافرين الذين يسعون لمنع هجوم قطاع الطرق، أو من قبل قطاع الطرق الذين يأملون في استرداد العناصر لاحقًا. من غير الواضح من أين نشأت القافلة، أو ما الذي منع استرداد الكنز.

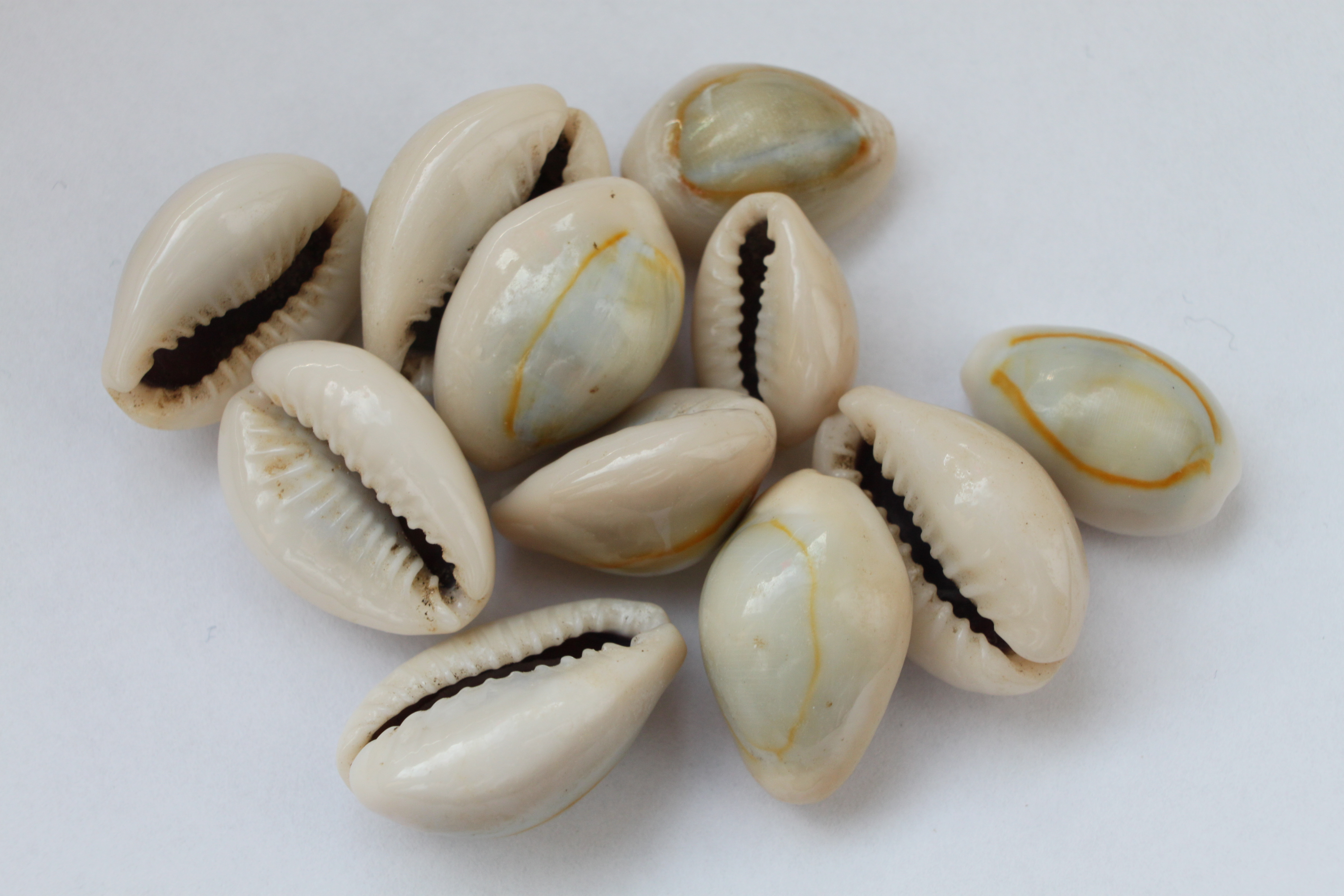
الأصداف المطحونة من النوع المستخدم في العملة

## تحليل
أخيرًا، استعاد مونو 2085 سبيكة نحاسية بطول 29.5 بوصة (75 سم)، يصل وزن كل منها إلى 1 رطل (0.45 كجم). تم ربطهم في حزم من 100 سبيكة لكل منها. كان يعتقد أن كل جمل في القافلة يمكن أن يحمل أربع حزم أو 400 رطل (180 كجم) معًا. كان الكنز بأكمله يزن حوالي طنين.
يشير تحليل السبائك إلى أنها سبيكة نحاسية تتكون من حوالي 80٪ نحاس و 20٪ زنك. تم تأريخها إلى القرنين الحادي عشر والثاني عشر الميلاديين تقريبًا. وجد تحليل نظائر الرصاص في اثنين من السبائك أن المعدن الموجود في السبائك كان متسقًا مع الخام من شمال غرب أوروبا، مما يشير إلى أن المعدن ربما جاء إلى إفريقيا من أوروبا.
خضعت أصداف الكاوري لتفتيش أقل بكثير من السبائك، ولكن يُفترض أنها نشأت في جزر المالديف.